# Lesley Charles
Lesley Charles (* 15. Juli 1952 in Worcester) ist eine ehemalige britische Tennisspielerin.

## Karriere
Das Jahr 1974 war für Charles ein sehr erfolgreiches im Doppel. Mit ihrer Doppelpartnerin Sue Mappin konnte sie größtenteils bei Turnieren in Vereinigten Königreich insgesamt 14 Titel gewinnen. Zudem erreichte dieses Duo bei den Wimbledon Championships das Viertelfinale. Im Mixed spielte sie sich gemeinsam mit ihrem Landsmann Mark Farrell ins Finale von Wimbledon, wo sie sich den Gegnern Billie Jean King und Owen Davidson geschlagen geben mussten. Zwischen 1971 und 1981 trat Charles elfmal in Folge in Wimbledon an. Hier konnte sie an der Seite von Sue Mappin zweimal das Halbfinale spielen.
In den Jahren 1973 und 1975 nahm sie an den Australian Open teil. Im Einzel erreichte sie jeweils das Achtelfinale und im Doppel mit zwei verschiedenen Partnerinnen, Glynis Coles und Sue Mappin, das Viertelfinale. Bei den French Open schied sie 1977 mit Sue Mappin im Halbfinale gegen Rayni Fox und Helen Gourlay aus.

## Finalteilnahmen bei Grand-Slam-Turnieren

### Mixed
| Nr. | Datum        | Turnier                 | Belag | Partner      | Finalgegner                    | Ergebnis |
| --- | ------------ | ----------------------- | ----- | ------------ | ------------------------------ | -------- |
| 1.  | 6. Juli 1974 | Wimbledon Championships | Sand  | Mark Farrell | Billie Jean King Owen Davidson | 3:6, 7:9 |